# Lista över myndigheter inrättade av regeringen Palme I
Detta är en lista över myndigheter inrättade av den första Palmeregeringen mellan oktober 1969 och oktober 1976.

## 1970
- Statsföretag AB (1 januari)
- Affärsverksdelegationen (1 januari)
- Buss- och taxivärderingsnämnden (1 januari)
- Organisationskommittén för högre utbildning (1 maj)
- Statens dansskola (1 juli)
- Statens institut för företagsutveckling  (1 juli)
- Styrelsen för vårdartjänst (1 juli)
- Konsumentombudsmannen (1 augusti)
- Teko - och glasexportnämnden (1 augusti)
- Dialekt- och ortnamnsarkiven och svenskt riksarkiv (1 augusti)
- Stiftelsen Gällöfsta kurscentrum (1 december)

## 1971
- Riksskatteverket (1 januari)
- Fraktbidragsnämnden (1 januari)
- Marknadsrådet (1 januari)
- Mellankommunala skatterätten (1 april)
- Grafiska forskningsinstitutet (1 juli)
- Möbelinstitutet (1 juli)
- Glasforskningsinstitutet  1 juli)
- Institutet för tillämpad matematik (1 juli)
- Statens växtsortsnämnd (1 juli)
- Presstödsnämnden (1 juli)
- Statens personalnämnd (1 juli)
- Länsstyrelsernas organisationsnämnd (1 juli)
- Nämnden för vissa omplaceringsfrågor (1 juli)
- Tingsrätterna (1 juli)
- Linköpings högskola (1 juli)
- Socialhögskolan i Östersund (1 juli)
- Biståndsutbildningsnämnden (1 juli)
- Försvarets hundskola (1 juli)
- Statens väg- och trafikinstitut (1 juli)
- Nämnden för samhällsinformation (1 juli)
- Transportforskningsdelegationen (1 juli)
- Beredningen för u-landsforskning (1 juli)
- Stiftelsen industriellt utvecklingscentrum i Norrland (1 juli)
- Beredningen för u-landsinformation (1 augusti)

## 1972
- Affärstidsnämnden (1 januari)
- Arbetsmarknadskommittén (1 januari)
- Finsk–svenska gränsälvskommissionen (1 januari)
- Statens livsmedelsverk (1 januari)
- Sekretariatet för nordiskt kulturellt samarbete  (1 januari)
- Lantbruksekonomiska samarbetsnämnden  (1 mars)
- Försvarets arbetstidsnämnd (1 maj)
- Stiftelsen Sveriges sjömanshus (1 juni)
- Nämnden för flygledarskolan i Skurup (1 juni)
- Sveriges exportråd (1 juli)
- Statens delegation för rymdverksamheten (1 juli)
- Bibliotekshögskolan (1 juli)
- Notarienämnden (1 oktober)

## 1973
- Statens konsumentverk (1 januari)
- Trygghetsnämnden (1 januari)
- Statens arbetsmiljönämnd (1 januari)
- Glesbygdsnämnden (1 januari)
- Dispensnämnden för arbetstagarerepresentation (1 april)
- Rättshjälpsnämnderna (1 juni)
- De allmänna advokatbyråerna (1 juni)
- Statens råd  för skogs- och jordbruksteknisk forskning (1 juni)
- Byggbranschrådet (1 juni)
- Produktkontrollnämnden (1 juni)
- Statstjänstenämnden (1 juni)
- Högskolan i Luleå (1 juli)
- Regionmusiken (1 juli)
- CECA-nämnden (1 juli)
- Nämnden för revisorsfrågor (1 juli)
- Nämnden för tolk- och översättarfrågor (1 juli)
- Datainspektionen (1 juli)
- Statens industriverk (1 juli)
- Statens utvecklingsfond (1 juli)
- Bussbidragsnämnden (1 juli)
- Nämnden för statens gruvegendom (1 juli)
- Skogsbranschrådet (1 augusti)

## 1974
- Nordiska skattevetenskapliga forskningsrådet (1 januari)
- Lotterinämnden (1 juni)
- Skolöverstyrelsens läromedelsnämnd (1 juni)
- Statens institut för läromedelsinformation (1 juni)
- Centrala studiestödsnämnden (1 juli)
- Statens brandnämnd (1 juli)
- Miljödatanämnden (1 juli)
- Rådet för företagsutveckling (1 juli)
- Expertrådet för långsiktiga frågor (1 juli)
- Rådgivande nämnden för transport av farligt gods (1 juli)
- Rådet för medel och mindre stora företag (1 juli)
- Statens kärnkraftinspektion (1 juli)
- Brottsförebyggande rådet (1 juli)
- Nämnden för personalpolitiska frågor (1 juli)
- Statens kulturråd (1 oktober)
- Stålbranschrådet (1 november)

## 1975
- Skiljenämnden för arbetarskyddsfrågor (1 januari)
- Kammarrätten i Sundsvall (28 maj)
- Bostadsdomstolen (1 juli)
- Handelsprocedurrådet (1 juli)
- Importkontoret för ulandsprodukter (1 juli)
- Domstolsverket (1 juli)
- Tjänsteförslagsnämnden för domstolsväsendet (1 juli)
- Programrådet för radioaktivt avfall (1 december)

## 1976
- Sveriges turistråd (1 januari)
- Stängselnämnden (1 januari)
- Försvarets underrättelsenämnd (1 juli)
- Universitets- och högskoleämbetet  (1 oktober)